# 山田村 (三重県)
山田村（やまだむら）は三重県阿山郡にあった村。現在の伊賀市の中部、服部川流域、国道163号沿線の平野部にあたる。

## 地理
- 山岳：西教山
- 河川：服部川

## 歴史
- 1889年（明治22年）4月1日 - 町村制の施行により、平田村・畑村・富岡村・出後村・中村・鳳凰寺村・千戸村・真泥村・炊村・甲野村の区域をもって山田郡山田村が発足。
- 1896年（明治29年）4月1日 - 所属郡が阿山郡に変更。
- 1950年（昭和25年）12月16日 - 中瀬村の一部（荒木字中之瀬の一部を除く）を編入。
- 1955年（昭和30年）4月13日 - 布引村・阿波村と合併して大山田村が発足。同日山田村廃止。

## 交通

### 道路
- 国道163号